# Bohrlochrammsondierung
Die Bohrlochrammsondierung (BDP, Borehole Dynamic Probing) ist ein Sondierverfahren zur Baugrunderkundung in der Geotechnik. Dabei wird bei einer Bohrung eine kegelförmige Sondenspitze nach einem in der DIN 4094-2 genormten Verfahren in die Bohrlochsohle getrieben und die Schlagzahl gemessen.
Das Verfahren ist dem US-amerikanischen Standard Penetration Test (SPT) angelehnt, es werden jedoch keine Bodenproben genommen. Das Verfahren steht in Konkurrenz zu Rammsondierung und Drucksondierung.
Die Sonde hat einen Außendurchmesser von 50,5 ± 0,5 mm und damit eine Querschnittsfläche von 20 cm². Der Innendurchmesser beträgt 35 mm. Zum Einrammen wird ein Fallgewicht von 63,5 ± 0,5 kg benutzt, das aus 76 ± 1 cm (≈ 30 Zoll) Höhe fallen gelassen wird.
Zunächst wird einen halben Fuß (rund 15 cm) tief vorgerammt um die Schicht zu durchdringen, die als durch die Bohrung gestört angenommen wird. Danach wird noch einmal ein Fuß (rund 30 cm) tief gerammt und es werden die Schlagzahlen aufgezeichnet. Für die Auswertung ist dabei nur die Schlagzahl für die unteren 30 cm interessant. Die Anzahl der Schläge wird als N-Wert bezeichnet und mit der Tiefe der Rammung (hier also 30 cm) indiziert: {\displaystyle N_{30}}

Die Gesamteindringtiefe der Sonde beträgt somit 1 ½ Fuß, also ca. 45 cm. Daraus wird deutlich, dass das Verfahren nur in einem Bohrloch sinnvoll angewendet werden kann.
Ist der Boden so weich, dass mit einem Schlag mehr als 15 cm Eindringtiefe erreicht wird, wird die Eindringtiefe nach diesem Schlag gemessen.

Bei harten Böden gibt die DIN 4094-2 für die Bohrlochrammsondierung eine Obergrenze von 150 Schlägen an, nach denen der Versuch abgebrochen wird. Häufig wird aber schon beim Erreichen von 50 Schlägen innerhalb eines 15 cm Abschnitts abgebrochen und die Eindringtiefe notiert um das Gerät nicht zu stark zu belasten und den Aufwand zu begrenzen.
In der DIN 4094-2 werden auch Diagramme angegeben, die die Schlagzahlen des BDP mit denen von Rammsondierungen und dem Spitzendruck der Drucksondierung korrelieren und Diagramme, die die Ergebnisse der SPT mit Steifemodul und mit der Lagerungsdichte rolliger Böden verbinden.